# Gilius van Bergeijk
Gilius van Bergeijk (Den Haag, 7 november 1946) is een Nederlands componist uit de Haagse School.

## Muzikale loopbaan
Gilius van Bergeijk studeerde hobo en altsaxofoon, compositie bij Kees van Baaren en elektronische muziek bij Dick Raaijmakers aan het Koninklijk Conservatorium te Den Haag. Aan dit conservatorium is hij sinds 1972 verbonden als docent elektronische muziek. Van Bergeijk was een van de pioniers op het gebied van de geïmproviseerde muziek en free jazz in Nederland. Tussen 1965 en 1985 speelde hij in verschillende toonaangevende ensembles: met Willem Breuker, de Instant Composers Pool, het Herbie White Combo en Orkest De Volharding. In 1969 richtte Van Bergeijk samen met Dick Raaijmakers en Victor Wentink het eerste elektro-instrumentale ensemble in Nederland op met de naam Het Leven. Tevens had hij zijn eigen orkest Gilius' Haagsche Hofje en vormde hij een duo met saxofonist Luc Houtkamp.
Vanaf 1985 legt Van Bergeijk zich vooral toe op de elektronische muziek. Zijn werk als improviserend musicus verdween naar de achtergrond. Tot zijn belangrijke composities behoren  Pianomuziek I t/m IV (1967), D.E.S. (1968), BAC (1970), Sonate voor althobo, piano, ringmodulator & luidsprekers (1970),  Drie stukken voor instrumenten en electriciteit (1970), Orkestspel deel 1A (1971), Het leven van Rosa Luxemburg (1971), Opwaartsche wegen (1972),  Vruchten en zaden (1976), Verboden te fluiten (1979), Over de Dood en de Tijd (1980), Symfonie der Duizend (1992), Een Lied van Schijn en Weezen (1993), Tables d'Amour (1995, in samenwerking met beeldhouwster Ans Hey en choreograaf Rudi van Dantzig) en Van de schaduw naar het licht (2000).
Leerlingen van Van Bergeijk zijn de componisten Michel van der Aa, Richard Ayres, Oscar van Dillen, Rozalie Hirs, Hans Koolmees, Vanessa Lann, Kate Moore, Reza Namavar, Mayke Nas, Max van Platen, Erik Stifjell, Maya Verlaak, Sinta Wullur en Kristoffer Zegers.
- Gemeinsame Normdatei: 1036678067
- International Standard Name Identifier: 0000 0000 2512 8327
- Library of Congress Control Number: n84012264
- MusicBrainz: 20cce6e2-e755-4298-b2c6-e05d38bc4aab
- Nederlandse Thesaurus van Auteursnamen: 095484027
- Virtual International Authority File: 50616595
- WorldCat: E39PBJtmwvxgtbGqQvFWd4HjYP